# حماض أصفر
الحُمَّاض الأصْفَر  أو الحُمَّاض المُجَعَّد أو الحُمَّاض الجَعْد، واسمه العلمي .Rumex crispus L هو نوع نباتي من جنس الحُمَّاض. النبات سام.

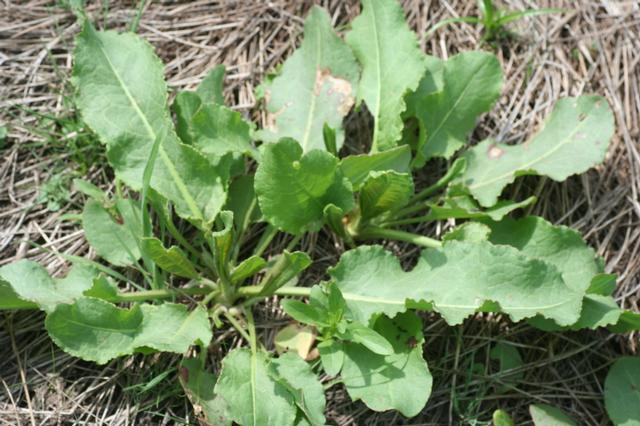
الحمّاض الأصفر
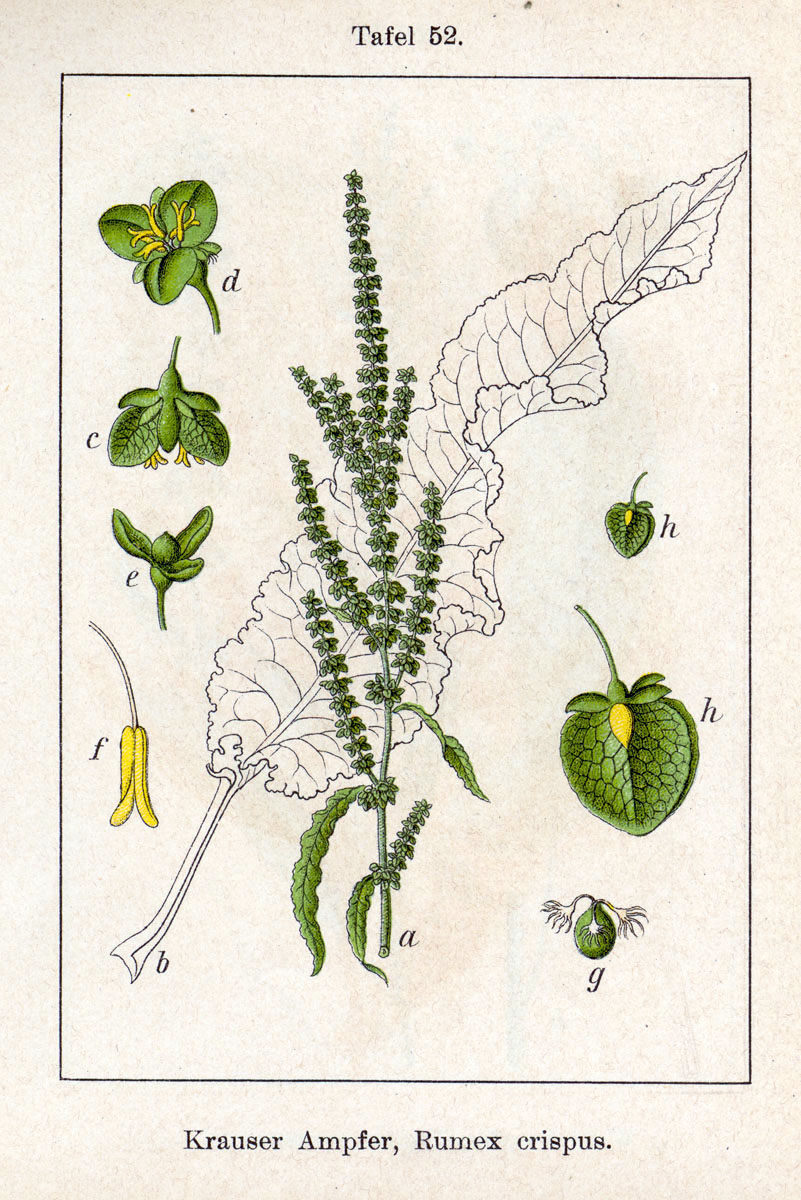
الحمّاض الأصفر
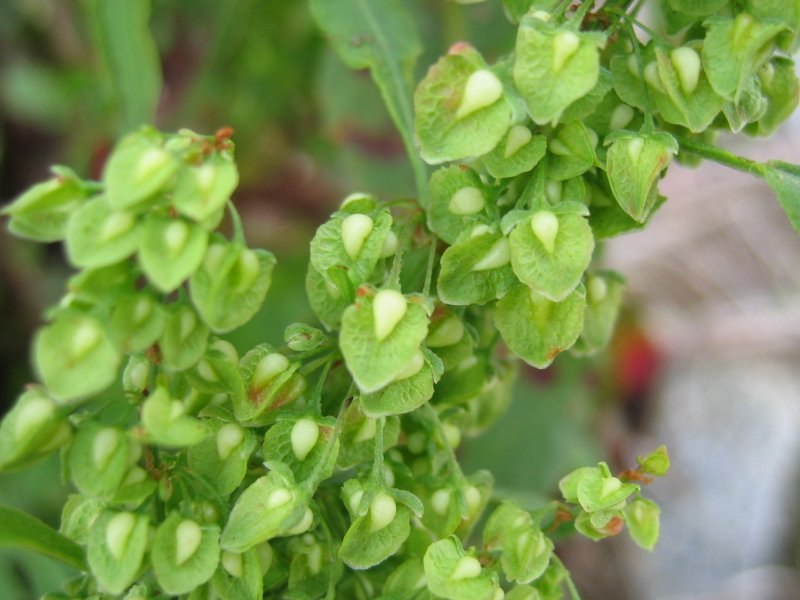
ثامر الحمّاض الأصفر
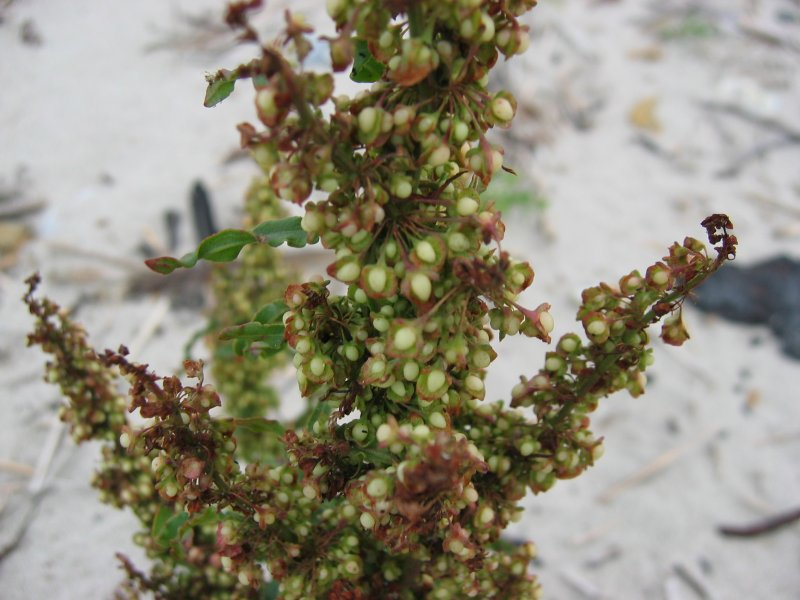
ثامر الحمّاض الأصفر

## روابط خارجية
- صور الحمّاض الأصفر